# Peluda de Dalgleish
La peluda de Dalgleish (Arnoglossus dalgleishi) és un peix teleosti de la família dels bòtids i de l'ordre dels pleuronectiformes.

## Morfologia
Pot arribar als 19 cm de llargària total.

## Distribució geogràfica
Es troba a les costes africanes de l'oceà Índic.